# Rajd ELPA 1999
Rajd Elpa 1999 (24. Elpa Rally Halkidiki) – 24. edycja rajdu samochodowego Rajd Elpa rozgrywanego w Grecji. Rozgrywany był od 28 do 29 sierpnia  1999 roku. Była to trzydziesta szósta runda Rajdowych Mistrzostw Europy w roku 1999 (rajd miał najwyższy współczynnik - 20) oraz czwarta runda Rajdowych Mistrzostw Grecji. Składał się z 14 odcinków specjalnych.

## Klasyfikacja rajdu
| Miejsce                      | Kierowca                     | Pilot                        | Samochód                     | Czas                         | Strata                       |                              |
| Klasyfikacja generalna i ERC | Klasyfikacja generalna i ERC | Klasyfikacja generalna i ERC | Klasyfikacja generalna i ERC | Klasyfikacja generalna i ERC | Klasyfikacja generalna i ERC | Klasyfikacja generalna i ERC |
| ---------------------------- | ---------------------------- | ---------------------------- | ---------------------------- | ---------------------------- | ---------------------------- | ---------------------------- |
| 1.                           | Ioannis Papadimitriou        | Konstantinos Stefanis        | Subaru Impreza S5 WRC '98    | 3:51:44.2                    | 0.0                          |                              |
| 2.                           | Leonídas Kirkos              | Ioánnis Stavropoulos         | Ford Escort WRC              | 3:52:32.1                    | +47.9                        |                              |
| 3.                           | Pavel Sibera                 | Petr Gross                   | Škoda Octavia Kit Car        | 4:03:56.2                    | +12:12.0                     |                              |
| 4.                           | Leszek Kuzaj                 | Andrzej Górski               | Subaru Impreza 555           | 4:05:38.0                    | +13:53.8                     |                              |
| 5.                           | Enrico Bertone               | Massimo Chiapponi            | Renault Mégane Maxi          | 4:06:34.0                    | +14:49.8                     |                              |
| 6.                           | Ercan Kazaz                  | Cem Bakançocukları           | Nissan Almera Kit Car        | 4:09:54.3                    | +18:10.1                     |                              |
| 7.                           | Auguste Turiani              | Jean-François Cavarero       | Mitsubishi Lancer Evo IV     | 4:13:50.2                    | +22:06.0                     |                              |
| 8.                           | Panagiotis Hatzitsopanis     | Giorgos Kotsalis             | Fiat Seicento Sporting       | 4:16:16.2                    | +24:32.0                     |                              |
| 9.                           | Pantelis Topsis              | Kostas Tsotsos               | Toyota Starlet EP91          | 4:19:26.5                    | +27:42.3                     |                              |
| 10.                          | Dimitris Xanthakos           | Ploutarchos Stergiou         | Nissan Micra K11             | 4:20:42.4                    | +28:58.2                     |                              |
| Mistrzostwa Grecji           |                              |                              |                              |                              |                              |                              |
| 1.                           | Ioannis Papadimitriou        | Konstantinos Stefanis        | Subaru Impreza S5 WRC '98    | 3:51:44.2                    | 0.0                          |                              |
| 2.                           | Leonídas Kirkos              | Ioánnis Stavropoulos         | Ford Escort WRC              | 3:52:32.1                    | +47.9                        |                              |
| 3.                           | Panagiotis Hatzitsopanis     | Giorgos Kotsalis             | Fiat Seicento Sporting       | 4:16:16.2                    | +24:32.0                     |                              |
| 4.                           | Pantelis Topsis              | Kostas Tsotsos               | Toyota Starlet EP91          | 4:19:26.5                    | +27:42.3                     |                              |
| 5.                           | Dimitris Xanthakos           | Ploutarchos Stergiou         | Nissan Micra K11             | 4:20:42.4                    | +28:58.2                     |                              |